# Amt Büsum-Wesselburen
Het Amt Büsum-Wesselburen is een Amt in de Duitse deelstaat Sleeswijk-Holstein. Het Amt werd in 2008 gevormd door de tot dan amtsvrije stad Wesselburen en de voormalige Ämter Kirchspielslandgemeinde Büsum en Kirchspielslandgemeinde Wesselburen in de Kreis Dithmarschen.

## Deelnemende gemeenten
1. Büsum
2. Büsumer Deichhausen
3. Friedrichsgabekoog
4. Hedwigenkoog
5. Hellschen-Heringsand-Unterschaar
6. Hillgroven
7. Norddeich
8. Oesterdeichstrich
9. Oesterwurth
10. Reinsbüttel
11. Schülp
12. Strübbel
13. Süderdeich
14. Warwerort
15. Wesselburen, Stadt
16. Wesselburener Deichhausen
17. Wesselburenerkoog
18. Westerdeichstrich